# 澤太郎左衛門

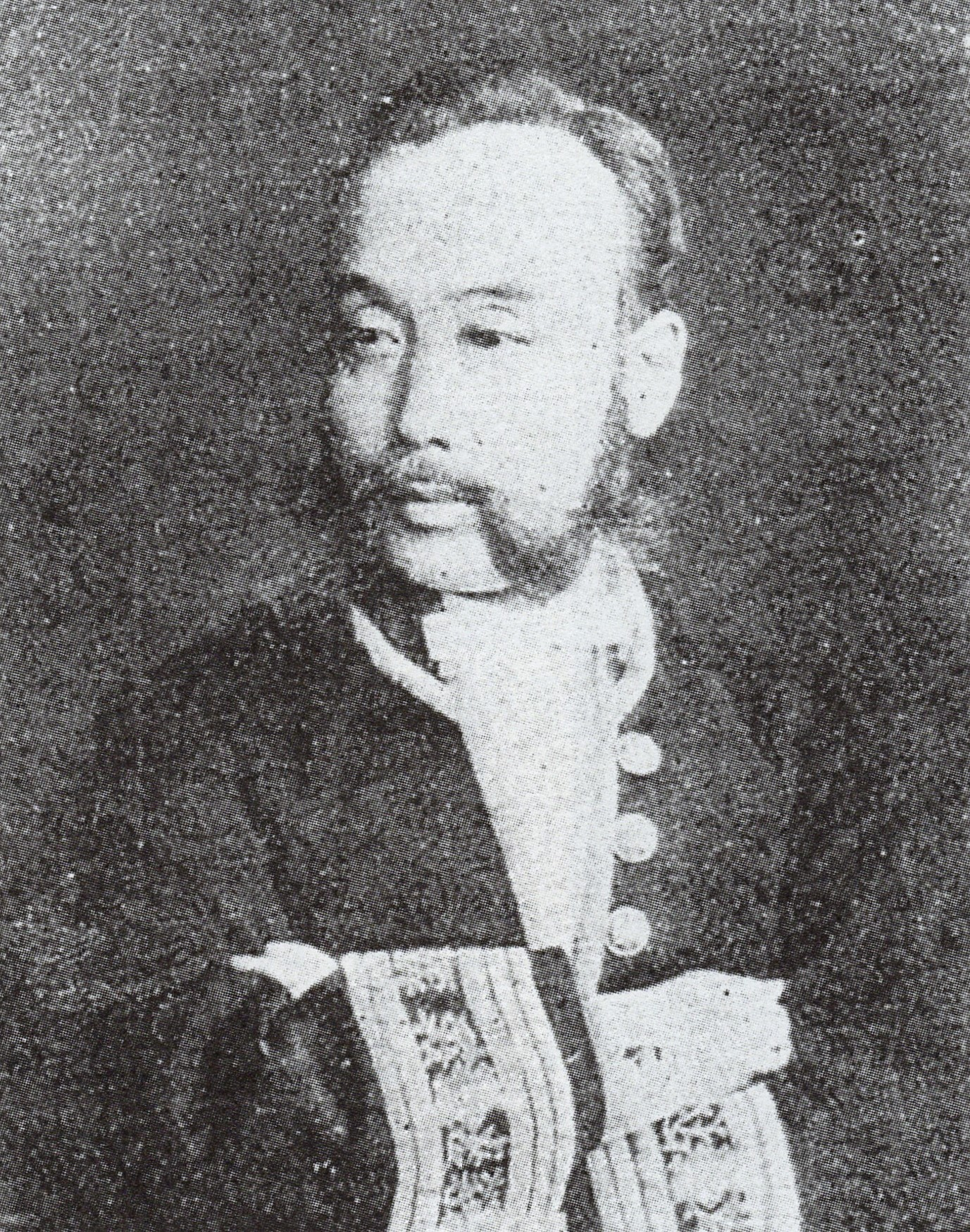
澤太郎左衛門

澤 太郎左衛門（さわ たろうざえもん、天保5年6月4日（1834年7月10日） - 明治31年（1898年）5月9日）は、幕末から明治期の幕臣、技術者、海軍教官。名は貞説。幼名は鍈太郎。箱館戦争時に成立した旧幕府軍政権（蝦夷共和国）開拓奉行。海軍造兵総監・技術中将の澤鑑之丞は子息である。

## 生涯・経歴
- 天保5年6月4日（1834年7月10日）　幕臣（奥火之番）澤太八郎の子として生まれる。
- 安政3年（1856年）9月　箱館奉行書物御用掛として初出仕
- 安政4年（1857年）　長崎海軍伝習所第2期幕臣として選抜　ここで榎本武揚と知り合う。また指導役に勝海舟がいる
- 安政6年（1859年）5月　築地軍艦操練所教授方出役に任命
- 万延元年（1860年）　築地軍艦操練所教授方手伝出役に任命　海軍砲術を教授
- 文久2年（1862年）9月 江戸幕府が募ったオランダ留学生に選ばれ、長崎を出航。欧米巡察・大砲や火薬についての研究など行う。
- 慶応2年10月25日（1866年12月1日） 江戸幕府がオランダに発注、建造した軍艦「開陽丸」にてオランダを出発
- 慶応3年（1867年）
  - 3月26日（4月30日）　帰国　
  - 5月12日（6月14日）　軍艦役並勤方（海軍少尉に相当）
  - 9月　軍艦頭並（副艦長に相当）
- 慶応4年 / 明治元年（1868年）
  - 1月8日（2月1日） 大阪城を脱出した将軍・徳川慶喜、老中・板倉勝静、会津藩主・松平容保らの命により大阪湾から出航し、同月11日に江戸に到着
  - 5月 　隠居届を出し、家督を長男・澤鑑之丞に譲る。
  - 8月19日（10月4日）　榎本ら旧幕府海軍に参加して品川沖から脱走。この際に軍艦「開陽丸」軍艦頭（艦長に相当）に任命される。
- 明治元年12月15日（1869年1月27日） 箱館政権下（蝦夷共和国）で「入札（選挙）」の結果、開拓奉行に選任される。
- 明治2年（1869年）
  - 1月　根津勢吉、雑賀孫六郎、上原七郎、朝夷健次郎、上田寅吉らと共に室蘭に赴任（現在の室蘭南部陣屋史跡）。
  - 5月25日（7月4日） 5月17日の五稜郭での榎本降伏の報を受け、室蘭にて降伏
  - 7月4日（8月11日） 護送され品川に到着。東京辰ノ口軍務糺問所に入牢
- 明治5年（1872年）
  - 1月6日（2月14日）　特旨を以て放免
  - 1月12日（2月20日）　開拓使御用掛
  - 2月3日（3月11日）　兵部省六等出仕　海軍兵学寮分課勤務
  - 9月18日（10月20日）　海軍兵学寮大教授
- 明治8年（1875年）12月27日　兵学権頭兼兵学大教授
- 明治9年（1876年）9月1日 8月31日に海軍兵学寮が海軍兵学校となり、海軍兵学校教務課長被仰付（五等出仕）
- 明治12年（1879年）4月15日　兵学校砲術課長仰付
- 明治15年（1882年）10月16日　兵学校教務副総理
  - 12月29日　 勲五等
- 明治18年（1885年）
  - 8月20日　海軍一等教官
  - 10月26日　従五位
- 明治19年（1886年）2月17日　退官
- 明治22年（1889年）
  - 2月22日　正五位
  - 11月29日 - 大日本帝国憲法発布記念章[1]
- 明治31年（1898年）5月9日　肺炎にて逝去　享年65。従四位に叙せられた。墓所は青山霊園(1イ1-25)。

## エピソード、逸話
- 日本海軍において海上砲の操砲訓練を行ったのは澤が最初である[2]。
- 榎本武揚がオランダ渡航中に著した『航海日誌』は、榎本がセントヘレナ島で海に投げ捨てようとしたところを澤が惜しんで預かっていたため、榎本・澤の死後、初めて公表されたのだと言う。
- オランダ留学中、1864年（元治元年）7月22日澤は、ハーグ市の北のスヘフェニンゲンに海水浴に行っている[2]。
- また、同じく留学中の、1864年（元治元年）11月26日、医学の実地研究のためハーグを離れることになった伊東方成、林研海の送別会として、榎本武揚、赤松大三郎とともに澤の下宿に集まった。この時、澤は鰻飯と豚鍋をオランダ人職人に作ってもらい、自らは大根の漬け物を作って振る舞った[2]。
- 1865年（慶応元年）1月27日、澤は留学仲間に名刺や手紙を送り、新年を祝賀した。また中島兼吉が年賀に訪れたので、昼食に餅を作らせ、蒸し豚を日本風に煮付けたもの、まがいの雑煮、屠蘇の代用としてキュラソーをご馳走したという[2]。
- オランダ留学での澤の目的は、黒色火薬製造法の取得、及び火薬製造機械の購入であった。しかし火薬は当時の欧州でも最高軍事機密に属するものであったため、デルフトのオランダ王立火薬廠には断られ、ベルギー、ウェッテレン火薬製造所を紹介されカッテンディーケ海軍大臣からベルギーに問い合わせてもらったが見学を却下されてしまった。そこで人足として1865年（慶応元年）10月11日から12月20日までウェッテレン火薬製造所で働き、職工頭と昵懇となり製造法を習得。加えて工場技師長を通じて火薬製造機械の発注に成功した[3]。
- 澤が発注し、日本に輸入した製造機械の一つに圧磨機圧輪がある（日本に到着したのは慶応3年5月12日）。これは黒色火薬を製造する際の硫黄や木炭、硝石などを、水力を動力にして磨り潰すために用いるもので、実際に板橋火薬製造所（日本で最初の西洋式火薬製造工場）で明治9年から明治36年まで使用されていた。現在は東京都板橋区の加賀西公園に「圧磨機圧輪記念碑」（板橋区登録文化財登録）として遺されている。
- オランダ留学から帰国する際には、チャールズ・ディケンズの『二都物語』の英文原著と蘭訳本を持ち帰っている[2]。
- 大阪城から脱出してきた徳川慶喜らから出航を命じられたとき、艦長・榎本武揚が入れ違いに大阪城に赴き不在であることを理由に澤が断ると、艦長代理に任命されてしまった。そこで出航しても大阪湾を周回することで榎本が戻るのを待とうとしたが、これも見破られてしまう。澤は「蒸気機関の調子が悪かったので試験運転していた。」と説明し、やむなく榎本を残して出航することになった[4]。
- 維新後は毎年三ノ輪円通寺で、彰義隊をはじめ戊辰戦争で戦没した幕臣のための法要を行っていた。現在も同寺には「澤太郎左衛門君記念之松」という石碑がある。
- 人柄は温厚で怒った顔を家族はみたことがなかった[5]。義侠心があり、室蘭に開拓奉行として赴任時は住民に対して略奪などを行わず、むしろ病人を同行した医師に診させたり、皮膚病で苦しむ患者を自分と同じ宿舎に泊まらせたりした[6]。また明治政府に出仕後も身分の分け隔てをすることなく人と付き合い、困窮している人を助けたり、病院・学校に寄付をするなどした[2]。
- 明治14年9月（1881年）、青梅在千ヶ瀬村長の榎本政次郎が、千ヶ瀬神社大幟のための書を勝海舟に依頼した際に、当時47歳の澤太郎左衛門が仲介している[7]。また、その時、勝が「この澤という男はな、今でこそわしには無くてはならない男だが、これで一度はおれを殺そうとした刺客の一人だった」と語ったと伝えている。
- 爵位を授叙されることになったが、辞退している[2]。一説には、時勢のためとは言え天皇側に弓を引いた賊軍であるということと、戊辰戦争で戦没した同胞の無念を想ってのことが理由である。
- 上記に関係して、賊軍であったことから、表に出ることを嫌い、正月の屠蘇や松飾りはしなかったという[2]。
- 老境に入ってからも、深夜までオランダ語の書籍を読み研究していた[5]。築地のレストラン（おそらく築地精養軒）から、パンとミルクを取り寄せて食べていた。酒もタバコもたしなんだが、酒はグラスに筋をつけて一定量しか飲まなかった[2]。
- 「幕府軍艦開陽丸の終始」は元々年三回の同方会小会で澤太郎左衛門が講演した内容を口述筆記し、「同方会誌」に掲載されていた。後に同方会幹事が澤氏邸に訪問して筆記していたが、澤の死で未完に終わった。これが「舊幕府」や「商船学校校友会雑誌」に転載されている[8]。

## 著作
- 戊辰之夢　舊幕府　第1巻第1号、1頁 - 19頁　冨山房雑誌部　明治30年（1897年）4月22日
- 幕府軍艦開陽丸の終始　第一回　舊幕府　第1巻第2号、23頁 - 43頁　冨山房雑誌部　明治30年（1897年）5月10日
- 幕府軍艦開陽丸の終始　第二回（南洋の難船） 舊幕府　第1巻第3号、48頁 - 55頁　冨山房雑誌部　明治30年（1897年）6月20日
- 澤太郎左衛門氏の日記　舊幕府　第1巻第7号、5頁 - 21頁　冨山房雑誌部　明治30年（1897年）10月20日
- 日本に於て西洋式火薬製造機械創立之記（澤氏蘭国留学中の日記） 舊幕府　第1巻第8号、7頁 - 16頁　冨山房雑誌部　明治30年（1897年）11月20日
- 幕府軍艦開陽丸の終始（第三回） 舊幕府　第1巻第8号、17頁 - 32頁　冨山房雑誌部　明治30年（1897年）11月20日
- 徳川家八朔祝賀の起因（同方会雑誌第六号抄出） 舊幕府　第2巻第2号、75頁 - 84頁　冨山房雑誌部　明治31年（1898年）2月20日
- 幕府軍艦開陽丸の終始（第四回） 舊幕府　第2巻第3号、22頁 - 38頁　冨山房雑誌部　明治31年（1898年）3月20日
- 幕府軍艦開陽丸の終始（第五回） 舊幕府　第2巻第4号、19頁 - 34頁　冨山房雑誌部　明治31年（1898年）4月20日
- 二ッの寶船　舊幕府　第2巻第5号、1頁 - 8頁　冨山房雑誌部　明治31年（1898年）5月20日
阿波沖海戦を中心に記述したもの
- 幕府軍艦開陽丸の終始（第六回） 舊幕府　第3巻第5号、26頁 - 34頁　冨山房雑誌部　明治32年（1899年）7月30日

## 澤太郎左衛門が登場する作品
小説
- 大菩薩峠道庵と鯔八の巻　中里介山著　1919年　（大菩薩峠5　筑摩書房　1996年　ISBN 978-4480032256）
「日本で初めての西洋式の火薬の製造所」の工事の描写で名前が出る。また続く登場人物の会話の中で澤の留学中のエピソードを参考にした下記引用部分がある。

「白耳義（ベルギー）のウェッテレンというところに、最良の火薬機械の製造所があるということじゃ、その工場をぜひ見て来たいものだと思うている、しかし、それは他国の者には見せぬということじゃ、やむを得ずんば職工になって……君のように労働者の風（なり）をして、忍んで見て来たいと思うている」
- 航(こう)—榎本武揚と軍艦開陽丸の生涯　綱淵謙錠著　新潮社　1986年　ISBN 978-4103448044
- 武揚伝(上)(下) 佐々木譲著 中央公論新社 2001年 ISBN 978-4120031694 ISBN 978-4120031700
- 開陽丸、北へ—徳川海軍の興亡　安部龍太郎著　講談社文庫　2002年　 ISBN 978-4062736138 　（上記を改題）幕末 開陽丸 徳川海軍最後の戦い　安部龍太郎著　角川文庫　2014年　ISBN 978-4041017814
- 私の生い立ち　腕一本・巴里の横顔　藤田嗣治著　近藤史人編　講談社文芸文庫　2002年　ISBN 978-4061983953
小学校の思い出の記述で下記引用部分で登場する。

「私の親友は海軍機関大監の沢さんの息子、祖父さんが初めてオランダから軍艦を買いに欧州にチョンマゲで出掛けたという人の孫にあたり、」
- なお「海軍機関大監の沢さん」とは澤鑑之丞。当の親友はその長男・澤鑑治である。
- 陽が開くとき—幕末オランダ留学生伝　東秀紀著　日本放送出版協会　2005年　 ISBN 978-4140054925

ドラマ
- 五稜郭　日本テレビ時代劇スペシャル第四弾　バップ　VPBX-11164
  - 演 - 秋野太作
- 勝海舟 (1990年のテレビドラマ)
  - 演 - 河西健司